# Paul Wayland Bartlett

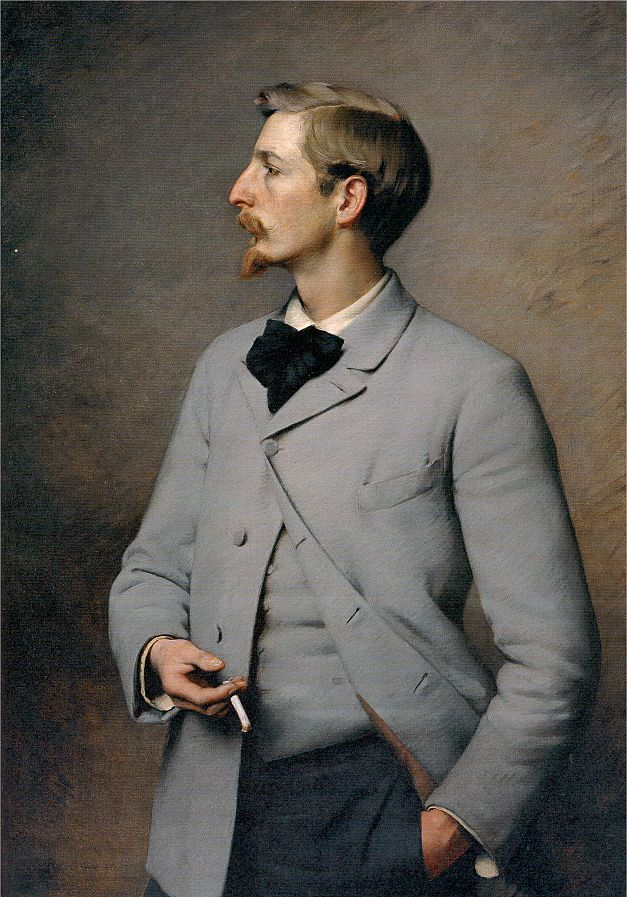
Paul Wayland Bartlett, um 1890 porträtiert von C. S. Pearce

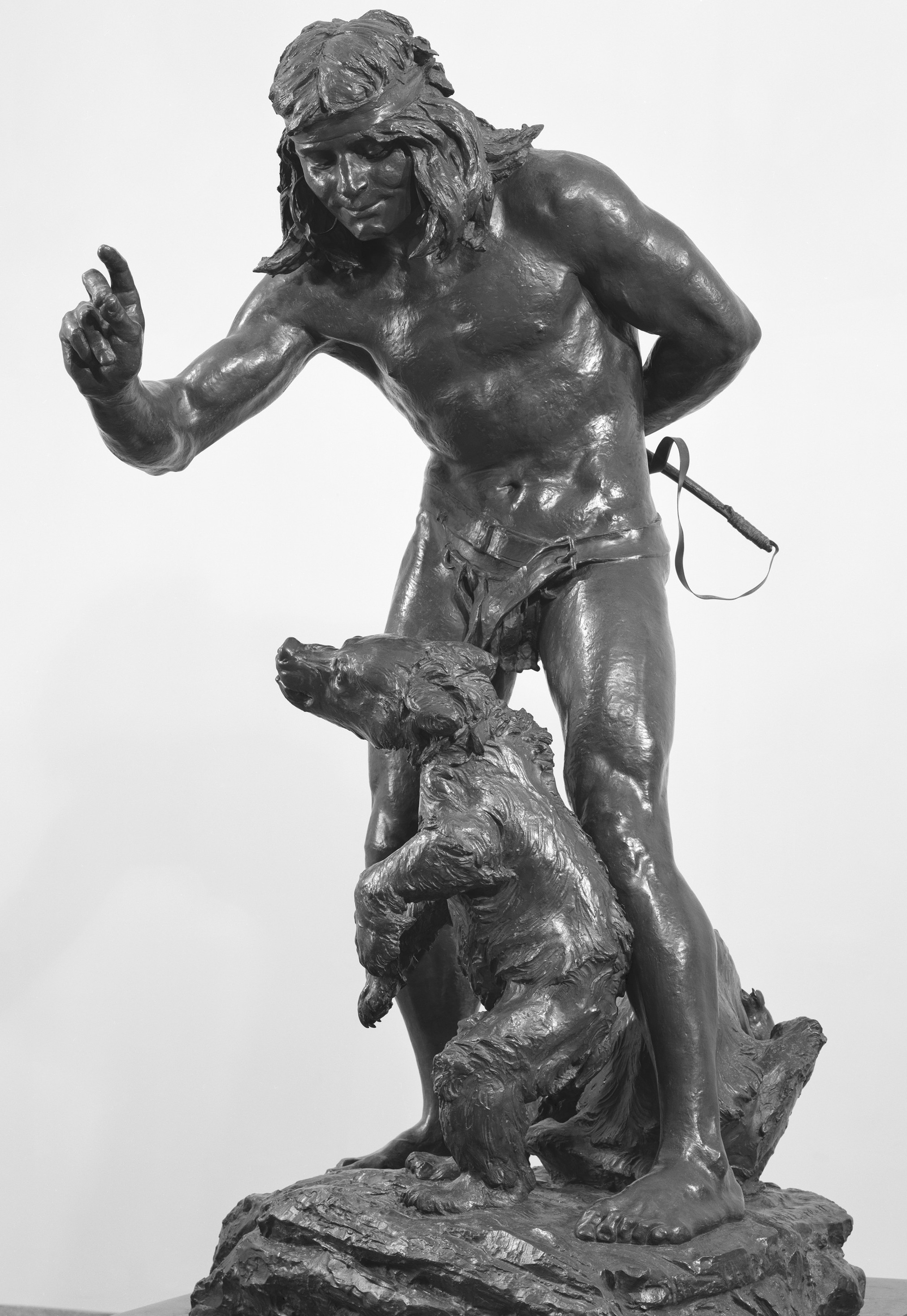
Paul Wayland Bartlett: Bohemian Bear Tamer (1885–87, Bronzeguss 1888). Metropolitan Museum of Art

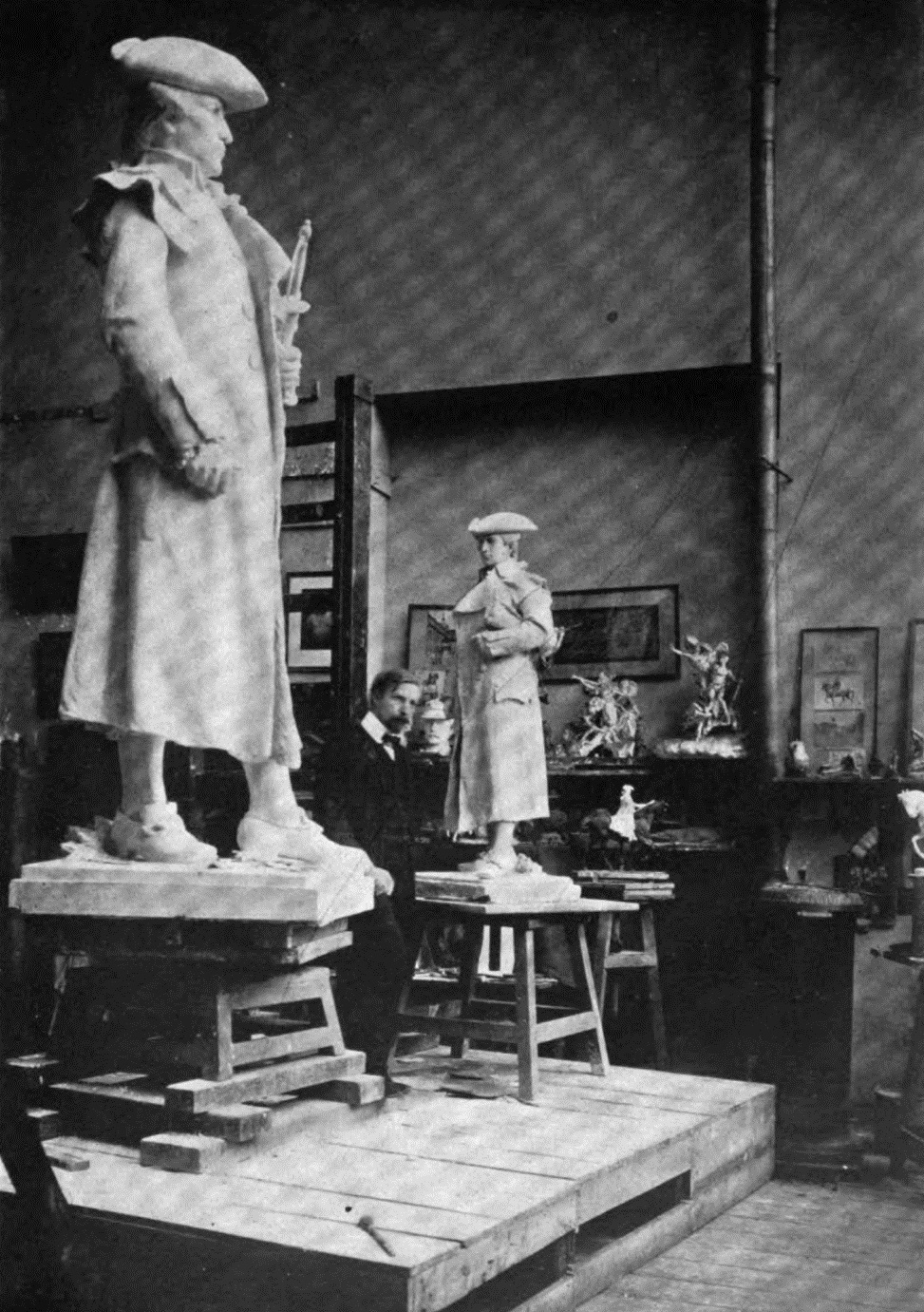
Um die Wende zum 20. Jahrhundert: Bartlett in seinem Atelier mit der Statue des General Warren

Paul Wayland Bartlett, auch Paul W. Bartlett (* 24. Januar 1865 in New Haven (Connecticut); † 20. September 1925 in Paris), war ein US-amerikanischer Bildhauer, der überwiegend in Frankreich lebte und arbeitete.

## Leben
Paul Wayland Bartlett war der Sohn des Bildhauers Truman H. Bartlett (1835–1923). Dieser hatte seine Ausbildung bei Emmanuel Frémiet in Paris erhalten und ließ auch seinen Sohn in Frankreich studieren. Bereits im Alter von 14 Jahren stellte Bartlett im Jahr 1879 seine erste Arbeit, eine Büste seiner Großmutter, im Pariser Salon aus. 1880 nahm er sein Studium an der École des Beaux-Arts in Paris auf, wo er unter anderem Schüler von Emmanuel Frémiet, Pierre-Jules Cavalier und Auguste Rodin war. Er spezialisierte sich früh auf Tierdarstellungen, arbeitete mit Antoine Gardet zusammen und fertigte Gartenplastiken. Er wurde insbesondere durch monumentale Denkmäler und Bauplastiken bekannt, schuf jedoch auch Medaillen, Reliefs und historische Figuren. Zwischen 1879 und 1887 stellte er regelmäßig im Pariser Salon aus. 1887 erhielt er eine lobende Erwähnung für Bohemian Bear Tamer, das 1888 in Bronze ausgestellt und mit dem Grand Prix für Skulptur ausgezeichnet wurde. Dieses Werk, das sich heute im Metropolitan Museum of Art befindet, begründete seinen Ruf in den USA.
1892 gründete Bartlett in Paris eine eigene Bronzegießerei. In dieser stellte er gemeinsam mit Jean Carriès und Pierre Bingen mithilfe des Wachsausschmelzverfahrens und chemischer Patinierungen („Bartlett Formula“) kleine Tierplastiken mit vielfältigen Oberflächenfarben her. 1893 stellte er auf der Weltausstellung in Chicago unter anderem The Indian Ghost Dancer aus. Sein erster bedeutender öffentlicher Auftrag waren die zwischen 1894 und 1897 entstandenen Bronzefiguren von Christoph Kolumbus und Michelangelo für den Lesesaal der Library of Congress in Washington, D.C., es folgten zahlreiche weitere Denkmäler, darunter das Reiterstandbild des Marquis de Lafayette. Es entstand auf dem Gelände des Louvre in Paris und war ein amerikanisches Geschenk an Frankreich. In den USA schuf er unter anderem das Giebelfeld Integrity Protecting the Works of Man (New York Stock Exchange, 1901–1904, gemeinsam mit John Quincy Adams Ward) sowie sechs allegorische Figuren für die Fassade der New York Public Library (1909–1915) sowie das Giebelfeld Apotheosis of Democracy (United States Capitol, 1908–1916). Ab 1908 unterhielt Bartlett ein Atelier in Washington, D.C., und pendelte zwischen der US-Hauptstadt und Paris. 1895 wurde er zum Chevalier der französischen Ehrenlegion ernannt und 1916 in die American Academy of Arts and Letters aufgenommen. Er war Mitglied der National Sculpture Society sowie der International Society of Sculptors, Painters and Gravers. Paul Wayland Bartlett starb 1925 in Paris.
1929 widmete ihm das Musée de l’Orangerie in Paris eine Retrospektive. Seine Werke befinden sich heute in bedeutenden Sammlungen und schmücken prominente Bauwerke in den USA und Frankreich.

## Werke (Auswahl)
- 1887 Böhmischer Bärenführer im Metropolitan Museum of Art
- 1903 zusammen mit John Quincy Adams Ward (1830–1910): Figuren am Giebel der New York Stock Exchange in der Wall Street
- 1908 Reiterstatue des Marquis de La Fayette im Pariser 8. Arrondissement
- 1908–1916 Apotheosis of Democracy. Plastikengruppe in einem Giebelfeld am Portikus an der Ostseite des Kapitols in Washington
- 1920 Statue des Sir William Blackstone in Washington, D.C.
- 1923 Eternal Light Flagstaff. Denkmal zu Ehren der aus dem Ersten Weltkrieg zurückgekehrten Kämpfer. Standort: Madison Square Park im Flatiron District
- 1923: Statue des Robert Morris im Independence National Historical Park in Philadelphia
- in der Kongressbibliothek Washington, D.C.: Statuen des Kolumbus und des Michelangelo

## Mitgliedschaften
- 1893 National Sculpture Society in der Park Avenue (Manhattan)
- International Society of Sculptors, Painters and Gravers
- 1908 American Academy of Arts and Letters
- 1912 Königliche Akademie der Wissenschaften und Schönen Künste von Belgien (Classe des Beaux-Arts)[3]
- 1917 Académie royale des Beaux-Arts de Bruxelles
- National Academy Museum and School, 1916 Korrespondierendes Mitglied, 1917 Mitglied
- Society of Washington Artists[4]
- Académie des Beaux-Arts
- League of American Artists

## Ehrungen
- Ehrenlegion, 1894 Ritter, 1908 Offizier, 1924 Kommandeur
- 1929 Paris, Musée de l’Orangerie: Paul-Wayland-Bartlett-Gedenkausstellung